# Taljenje
Taljênje  (v primeru vode tudi odtájanje, odtajevánje, odtaljevánje)  je fazni prehod, pri katerem snov preide iz trdnega v kapljevinsko agregatno stanje. Taljenje poteka pri temperaturi tališča, ki je odvisna od tlaka. Ob taljenju je trdnini treba dovesti talilno toploto. Taljenje nekaterih snovi se imenuje tudi tajanje. Obratni fazni prehod je strjevanje.
Dovedena talilna toplota se pri taljenju porabi za trganje vezi v kristalu, s čimer se poruši kristalna zgradba trdnin. Snovi, ki nimajo kristalne zgradbe (npr. steklo), se pravzaprav ne stalijo, ampak se pri višanju temperature postopoma mehčajo.

## Spremembe termodinamskih spremenljivk pri taljenju
Notranja energija Wn se, če zanemarimo raztezanje, pri taljenju poveča za dovedeno toploto:
{\displaystyle \Delta W_{n}=mq_{t}\!\,.}
Pri tem je m masa telesa, qt pa talilna toplota.
Pri taljenju se poveča entropija S:
{\displaystyle \Delta S={\frac {mq_{t}}{T_{t}}}\!\,.}
Pri tem je Tt temperatura tališča.